# Zisterzienserinnenabtei Ter Beek

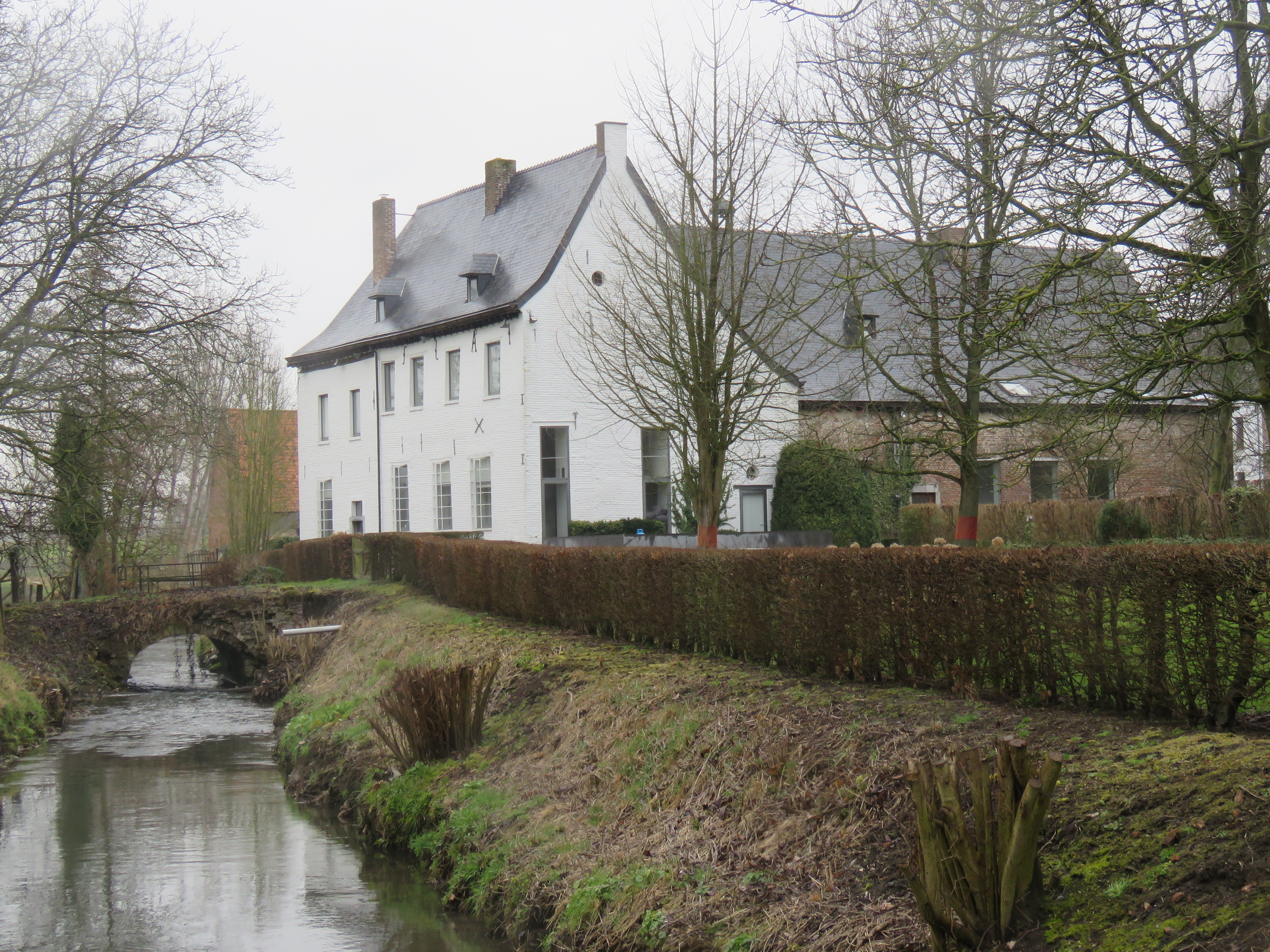
Abteihof

Die Zisterzienserinnenabtei Ter Beek (auch: Terbeek oder Ter Beeck) war von 1222 bis 1797 ein Kloster der Zisterzienserinnen in Sint-Truiden, Provinz Limburg, Belgien.

## Geschichte
Das zu einem nicht bekannten Zeitpunkt im Süden von Sint-Truiden (französisch: Saint-Trond) gestiftete Kloster Sint-Trudodal wurde 1222 (oder 1193) nördlich der Stadt an den Bach „Melsterbeek“ verlegt und erhielt den Namen „Ter Beek“. 1707 kam es zu einem Großbrand, 90 Jahre später zu Auflösung und Abbau. Nur Teile der Klostergebäude sowie des angeschlossenen Gutshofes sind erhalten.